# Groene juweelkolibrie
De groene juweelkolibrie (Lampornis amethystinus) is een vogel uit de familie Trochilidae (kolibries).

## Verspreiding en leefgebied
Deze soort komt voor van centraal Mexico tot Honduras en telt vijf ondersoorten:
- L. a. amethystinus: westelijk, centraal en oostelijk Mexico.
- L. a. circumventus: zuidwestelijk Oaxaca (zuidelijk Mexico).
- L. a. margarita: zuidwestelijk Mexico.
- L. a. salvini: Chiapas (zuidelijk Mexico), Guatemala en El Salvador.
- L. a. nobilis: Honduras.